# CP Carga
CP Carga è un operatore ferroviario del Portogallo finalizzato al trasporto merci.

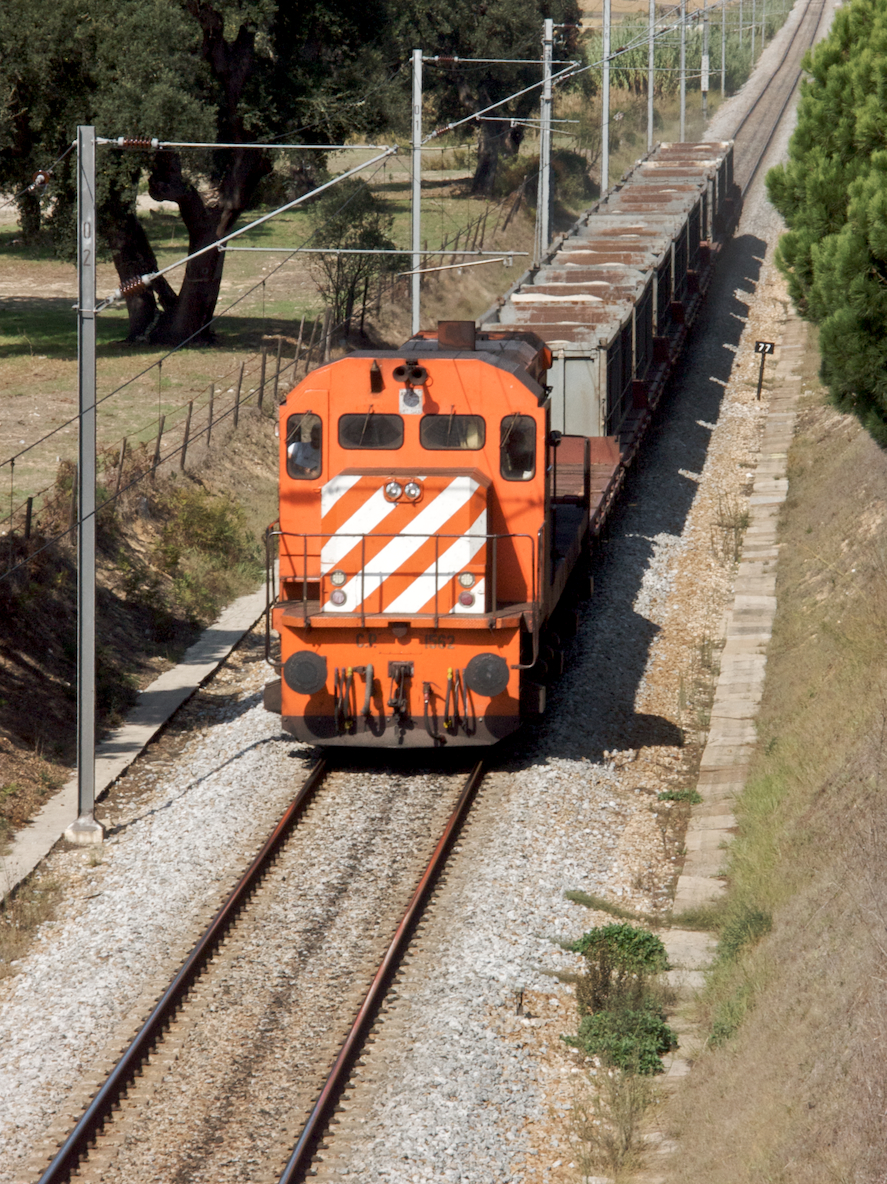
Locomotive 1560 CP Carga sulla ferrovia del Sud

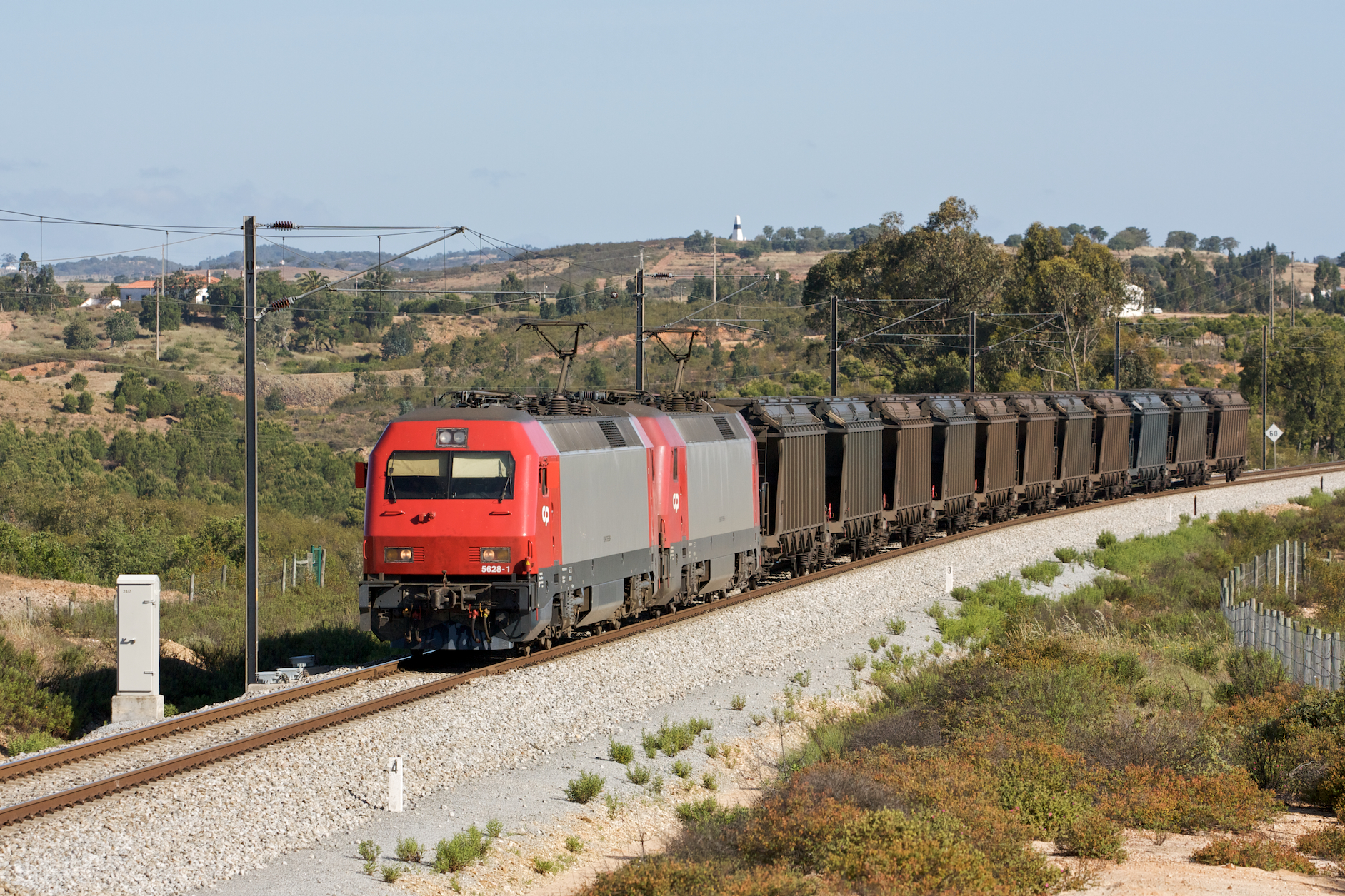
Doppia di locomotive gruppo 5600 di CP Carga

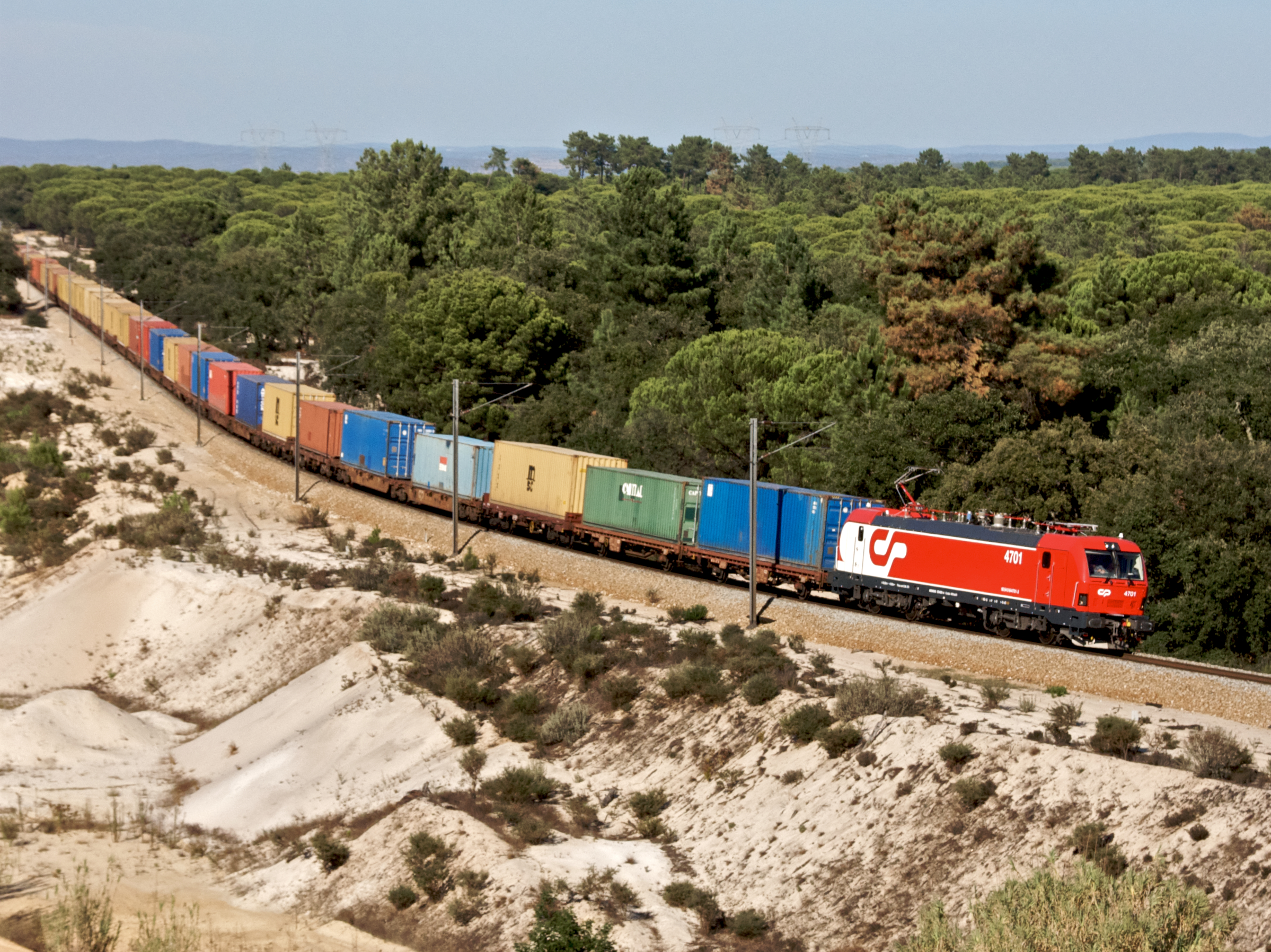
Locomotiva CP 4700 con treno di containers per Alcácer do Sal

La società nacque in seguito alla riforma ferroviaria portoghese del 1997 che cambiò la struttura della ferrovia di stato. CP Carga, società per azioni, con azionista unico CP Comboios de Portugal E.P.E., venne fondata il 2 agosto 2009.
In prosecuzione del processo di privatizzazione la risoluzione del Consiglio dei ministri n. 52-B, del 23 luglio 2015, ha determinato la scelta della Mediterranean Shipping Company, operatore Rail-Rail quale acquirente.
Nel settembre del 2015 l'intero pacchetto azionario della società (con Medway/Medlog) è stato acquistato dalla Mediterranean Shipping Company Rail, operatore ferroviario in Portogallo a sua volta interamente controllato dalla Mediterranean Shipping Company.
Il parco rotabili è costituito da 3001 carri merci, 64 locomotive, delle quali 34 elettriche e 30 Diesel (di cui 15 Diesel da treno e 15 Diesel da manovra).
CP Carga opera attraverso tre terminali: Loulé, Bobadela (sul Tago) e il porto di Leixões.